# Col de Cou
De Col de Cou is een bergpas in de Franse Voor-Alpen, gelegen in het departement Haute-Savoie. De pas is vooral bekend van wieleretappes in (bijvoorbeeld) de Ronde van Frankrijk. De col is voor het eerst opgenomen in de Ronde van Frankrijk in 1969 en is daarna nog 5 keer opgenomen in deze wedstrijd.
De doortochten als eerste op de col waren voor:
- 1969 ·  Andrés Gandarias
- 1970 ·  Italo Zilioli
- 1977 ·  Bernard Quilfen
- 1981 ·  Vicente Belda
- 1984 ·  Bernard Bourreau
- 2023 ·  Giulio Ciccone